# Su Yu
Su Yu (粟裕, 10 août 1907 - 5 février 1984) est un officier militaire communiste chinois considéré par Mao Zedong comme le meilleur commandant de l'armée populaire de libération après Lin Biao et Liu Bocheng. Il combat durant la seconde guerre sino-japonaise et la guerre civile chinoise durant laquelle il dirige l'Armée de l'Est (renommée en 3e armée en 1949).

## Biographie

### Jeunesse et formation
Su Yu est né à Huitong dans la province du Hunan le 10 août 1907 dans une famille d'ethnie Dong, mais il se considère lui-même comme Han. Il est le 3e enfant d'une fratrie de six. Son père est Su Zhouheng et sa mère est Liang Manmei. La famille dépend d'une ferme de 30 mu pour survivre. À 18 ans, Su Yu entre à la 2e école normale du Hunan à Changde.

### Les campagnes d'encerclement et la Longue Marche
En 1926, il rejoint la Ligue de la jeunesse communiste chinoise, et en 1927 le Parti communiste chinois. Il participe à l'expédition du Nord puis au soulèvement de Nanchang. Il émerge comme l'un des commandants de guérilla les plus compétents du soviet Jiangxi–Fujian (en) durant les années 1930. Il ne participe pas à la Longue Marche parce qu'il est chargé de combattre les troupes nationalistes pour les retarder, et reste dans le Sud du Zhejiang jusqu'en 1937.

### Seconde guerre sino-japonaise

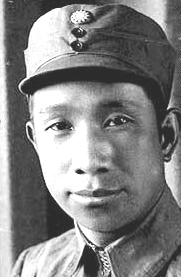
Su Yu durant la seconde guerre sino-japonaise.

Durant la seconde guerre sino-japonaise, il remporte la campagne de Cheqiao contre l'armée impériale japonaise. Il fait ensuite d'autres campagnes dans le centre du Jiangsu et élargi grandement les bases communistes au Shandong et au Jiangsu en attaquant les villes contrôlées par les nationalistes. Les forces nationalistes de Gu Zhutong ripostent en éliminant de nombreuses troupes communistes lors de l'incident de la Nouvelle Quatrième armée qui marque la fin du front uni.
Durant la guerre, Su Yu est commandant de la 1re division de la Nouvelle Quatrième armée, et prouve ses compétences en remportant une série de campagnes d'escarmouches contre des ennemis supérieur en nombre : l'armée nationaliste, les armées collaborationnistes, et l'armée japonaise. À la fin de la guerre, il est fait commandant-en-chef de la région militaire communiste du centre de la Chine, qui couvre une vaste zone du centre Est de la Chine.

### Guerre civile chinoise

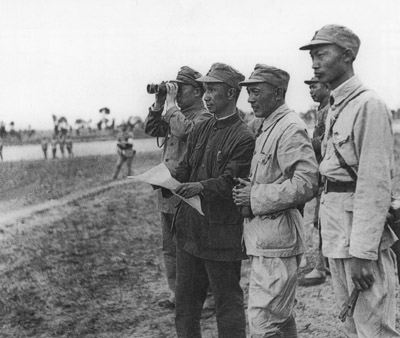
Su Yu en train d'inspecter le terrain avant la de 1947.

Durant la guerre civile, Su Yu commence comme second commandant de l'Armée de l'Est, puis devient second commandant de la 3e armée à la fin de la guerre.
La bonne tournure de la guerre convainc Mao Zedong de changer sa stratégie militaire en abandonnant les techniques classiques de guérilla pour adopter une approche plus mobile et conventionnelle. En juillet 1946, Su Yu mène une armée de 30 000 communistes qui triomphe de 120 000 nationalistes armés par les Américains lors de sept engagements différents, capture et tue 53 000 soldats nationalistes et surprend le pays entier. La campagne centrale du Jiangsu est la première de nombreuses campagnes brillantes qui fondent sa réputation. Il est commandant de l'armée communiste à la fameuses campagne de Menglianggu (en) lors de laquelle la 74e division d'élite nationaliste et le commandant Zhang Lingfu sont anéantis après que Su Yu ait réussi à encercler l'unité.
Il est le principal commandant durant la campagne de Huaihai (en) de novembre 1948 à janvier 1949. C'est sur sa suggestion le 22 janvier 1948 que les deux armées de Liu et Su se réunissent pour remporter la victoire décisive en détruisant cinq armées nationalistes et tuant ou capturant 550 000 soldats nationalistes. L'armée de Su détruit à elle seule 4 armées nationalistes, et est décisive dans la destruction de la cinquième.

### Après l'établissement de la République populaire de Chine

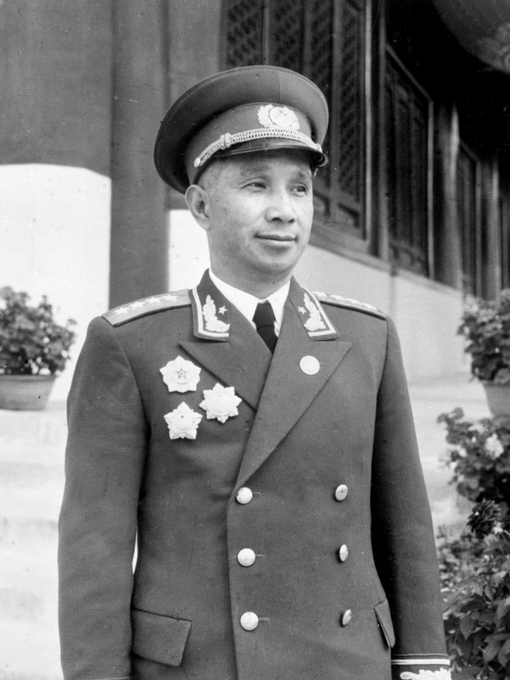
Su Yu en 1955

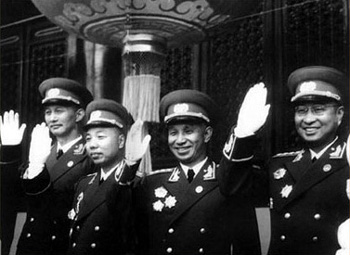
De gauche à droite :, Xiao Hua, Su Yu et Chen Geng.

Quand la guerre de Corée éclate en 1950, une rumeur prétend que Su Yu est le commandant que Mao veut envoyer mener l'armée des volontaires du peuple chinois en Corée, en raison de son expérience à la tête d'un grand nombre de troupes. Cependant, à cause de sa maladie (due à des fragments d'obus reçus dans les années 1930), ni Su ni Lin Biao (apparemment également malade) ne mène l'armée. Peng Dehuai est finalement sélectionné après le refus de Lin.
Il est promu général en 1955 et sert à de nombreux postes, comme chef d'État-major de l'armée dans les années 1950. À la fin de sa vie, il écrit ses mémoires et meurt à Pékin le 5 février 1984 à 76 ans.

## Famille

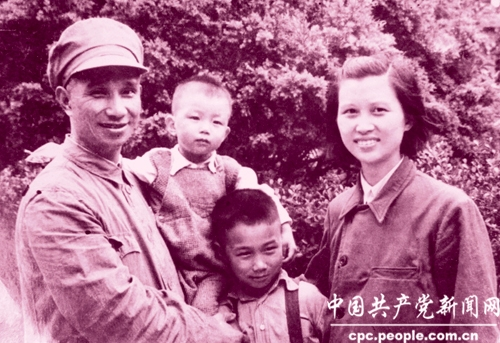
Su Yu et sa femme Chu Qin avec leurs fils Su Rongsheng et Su Hansheng. Photographie de septembre 1949 à Shanghai.

Su Yu épouse Chu Qing (en) en février 1941. Ils ont trois enfants qui rejoindront tous l'armée populaire de libération. Le fils aîné, Su Rongsheng, est né en 1942, suivi du second fils, Su Hansheng, et de sa fille Su Huining, qui se marie avec Chen Xiaolu en août 1975 qui est le fils cadet de Chen Yi, le supérieur direct de Su Yu durant la guerre. Selon Su Rongsheng, Su Yu est un père extrêmement strict. Quand il a trois ans, Su Yu le force à apprendre à nager en lui donnant seulement un morceau de bambou comme bouée, le pousse dans l'eau devant sa mère, et interdit à quiconque de plonger pour l'aider. La femme de Su Yu, Chu Qing, lui demande alors s'il n'est pas inquiet de savoir qu'il peut se noyer. Mais Su Yu répond que son fils n'apprendra jamais à nager par d'autres moyens et que d'ailleurs il ne s'est pas noyé. À 20 ans, il s'engage dans l'armée et y reste pendant 45 ans, commençant comme simple soldat et terminant comme lieutenant-général et vice-commandant-en-chef du district militaire de Pékin à l'âge de 65 ans.